# Glypta rotunda
Glypta rotunda là một loài tò vò trong họ Ichneumonidae.